# 腺毛茶藨子
腺毛茶藨子（学名：Ribes longiracemosum var. davidii）为虎耳草科茶藨子属下的一个变种。

## 扩展阅读
- 維基物種上的相關：腺毛茶藨子